# Phrixos-Maler (Apulien)

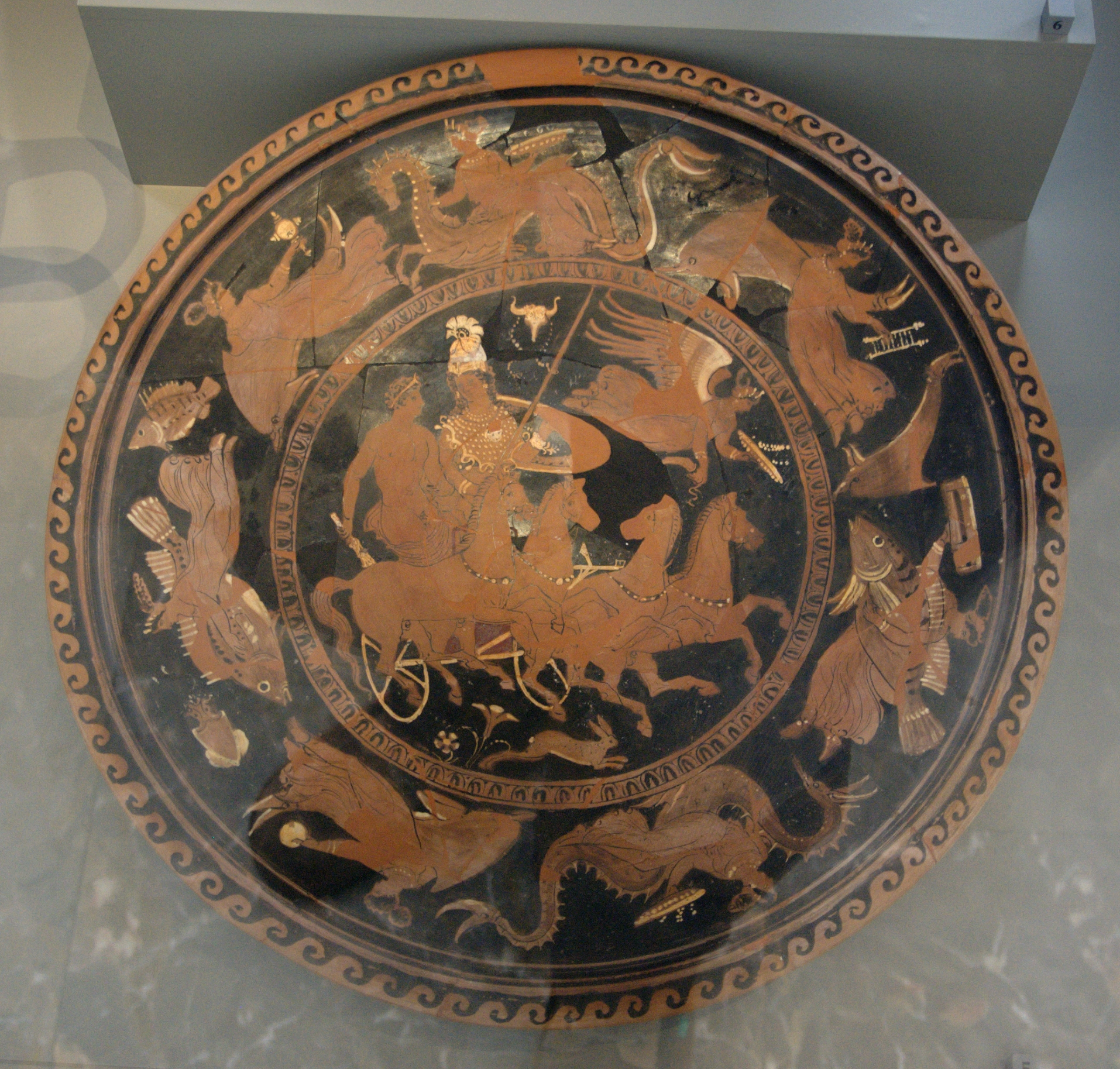
Herakles-Teller

Als Phrixos-Maler wird ein apulischer Vasenmaler des dritten Viertels des 4. Jahrhunderts v. Chr. bezeichnet.
Es ist unklar, ob der Phrixos-Maler ein einzelner Künstler war oder einer größeren nach ihm benannten Gruppe, der Phrixos-Gruppe, angehörte. Ihm wird die Namenvase der Gruppe zugeschrieben. Den Notnamen erhielt der Phrixos-Maler aufgrund der Darstellung der mythologischen Figur Phrixos auf einem Teller. Phrixos reitet hier auf einem Widder über das Meer. Um ihn sind mehrere Fische gruppiert. Aufgrund dieser Fische war es möglich der Gruppe weitere Fischteller zuzuordnen. Die Dareios-Unterwelt-Werkstatt, der sie zugeordnet wird, gilt als die Manufaktur die die qualitätvollsten Arbeiten rotfiguriger apulischer Vasen der entsprechenden Zeit produziert hatte.